# Kuttenbach (Urft)
Der Kuttenbach ist ein 5,3 km langer, orographisch linker Nebenfluss der Urft auf dem Gemeindegebiet von Kall im nordrhein-westfälischen Kreis Euskirchen.

## Geographie

### Verlauf
Der Kuttenbach entspringt nördlich von Krekel auf einer Höhe von 601,5 m ü. NHN im Naturschutzgebiet Sistiger Heide, die auch Krekeler Heide genannt wird. Von hier an fließt der Bach beständig nach Nordosten und erreicht nach kurzem Lauf den Ortsteil Diefenbach. Sein Bachtal trennt dann die Ortsteile Gillenberg rechts und Steinfelderheistert links. Bald sind seine Hänge waldbedeckt und am rechten liegt das Naturschutzgebiet Laubwald am Kuttenbach unterhalb des Ortsteils Steinfeld mit dem Kloster Steinfeld am oberen Hangknick. Der Bach mündet schließlich zwischen den Kaller Ortsteilen Urft und Sötenich bei Fluss-km 22,3 von links in die Urft.

### Einzugsgebiet
Das etwa 4,5 km² große Einzugsgebiet liegt in der Nordeifel und wird über Urft, Rur, Maas und Hollands Diep zur Nordsee entwässert.
Es grenzt
- im Osten an das des Urftzuflusses Gillesbach;
- im Südosten an das des Wahlener Bachs, der ein Zufluss des Gillesbachs ist;
- im Süden an das des Fischbachs, ebenfalls ein Gillesbachzufluss, und gerade noch an das des Krekeler Bachs, der ein Zufluss des Reifferscheider Bachs ist;
- im Südwesten an das des Leiderbachs, ebenfalls ein Zufluss des Reifferscheider Bachs;
- und im Westen an das des Kallbachzuflusses Salbersbach.